# Nam Theun
Nam Theun, còn được gọi là Nam Kading, tiếng Việt gọi là Nậm Thơn, là một sông ở bắc Trung Lào, trong tỉnh Khammouan và Bolikhamxai .
Cùng với các nhánh của nó là Nam One, Nam Noy, và Nam Theun nó có tổng chiều dài cỡ 280 km và thủy vực 2.800 km² (1.100 sq mi), lưu lượng hàng năm 7027 triệu m³ .

## Dòng chảy
Dòng chảy Nam Theun nhiều lần đổi hướng. Nó bắt nguồn từ dãy núi Trường Sơn 18°7′52″B 105°29′3″Đ / 18,13111°B 105,48417°Đ, đoạn giáp biên giới với huyện Vũ Quang, Hà Tĩnh, Việt Nam và chảy về hướng tây nam trong tỉnh Khammouan.
Đến muang Nhommalath thì đổi sang hướng tây bắc một đoạn dài, và đến muangPak Kading tỉnh Bolikhamxai thì đổi hướng tây nam với vài gấp khúc, rồi đổ vào sông Mê Kông.
Nếu đi đường bộ tới Viêng Chăn từ cửa khẩu Cầu Treo, Hà Tĩnh, sẽ qua Nam Theun hai lần, một ở bản Thabak trên Quốc lộ 8 gần nơi có nhà máy của Thủy điện Theun Hinboun, và ở Pak Kading trên Quốc lộ 13.

## Thủy điện
Thủy điện Theun Hinboun 18°15′39,62″B 104°33′45,09″Đ / 18,25°B 104,55°Đ hoàn thành năm 1998, thuộc nhóm các công trình đầu tiên được xây dựng ở Lào 
Trên phụ lưu Nam Gnouang (còn viết là Nam Nhuang, Nam Nhuong) một thủy điện 18°17′20″B 104°38′20″Đ / 18,28889°B 104,63889°Đ đã hoàn thành, và là phần mở rộng của thủy điện Theun Hinboun.
Việc xây thêm các đập lớn trên dòng sông này có ba dự án lựa chọn, gọi là Nam Theun 1, Nam Theun 1-2 và Nam Theun 2. 17°59′49″B 104°57′10″Đ / 17,99694°B 104,95278°Đ
Nam Theun 2, được coi là kinh tế nhất trong ba lựa chọn, đã được xây dựng đập và nhà máy thủy điện Nam Theun 2, thực hiện chuyển nước ở phần thượng nguồn sang dòng Se Bangfai. Nhà máy có công suất 1.075 MW, phát điện thương phẩm năm 2010.. Sự chuyển dòng tạo ra cột nước 350m là mức rất cao cho thủy điện, nhưng tác động đến sinh thái và gây ra các tranh cãi trong bảo vệ môi trường.

## Khu bảo tồn
Phần thượng nguồn Nam Theun là Khu Bảo tồn đa dạng Sinh học Nakai-Nam Theun (NBCA), một trong những vùng nguyên sơ nhất còn lại ở Đông Nam Á. Khu Nakai-Nam Theun rộng khoảng 3.445 km² gồm phần dãy núi Trường Sơn và Cao nguyên Nakai tại các tỉnh Khammouan và Bolikhamxai. Khu này liền kề với Vườn quốc gia Vũ Quang ở Việt Nam. Trụ sở ban quản lý đặt ở thủ phủ của muang Nakai.
Năm 1993 một phần của hành lang sông là 62.000 ha được lập ra Khu bảo tồn Quốc gia Nam Kading của Lào .

## Chỉ dẫn
1. ↑  Trong tiếng Thái-Lào "Nam" (Nậm) có nghĩa là nước, sông, suối.